# Зварич, Владимир Васильевич
Владимир Васильевич Зва́рич (Зва́рыч) (укр. Володимир Васильович Зварич; 7 февраля 1919, с. Озёрная Тарнопольского воеводства Польши (ныне Тернопольская область, Украина) — 5 декабря 1998, Львов) — украинский и советский учёный-нумизмат и археолог.

## Биография
Родился в крестьянской семье среднего достатка. После окончания в 1938 Тернопольской украинской гимназии, поступил во Львовскую
богословскую академию. Однако уже в 1939 после присоединения Западной Украины к УССР академия прекратила свою работу и была закрыта.
В. Зварич вернулся в родное село, где стал заведовать начальной школой.
В начале войны вследствие доноса, оккупационные немецкие власти летом 1941 г. арестовали молодого педагога и отправили его в тернопольскую тюрьму. После полугодового следствия начались долгие скитания В. Зварича в гитлеровских концлагерях. Сначала был Яновский концлагерь во Львове, затем — один из страшных фашистских лагерей уничтожения Майданек, а также Гросс-Розен и Ляйтмериц (Чехия). Лишь 12 мая 1945 американские войска освободили немногих выживших заключенных, среди которых был и Зварич.
Приняв решение вернуться на родину, он ещё несколько месяцев провёл в советском фильтрационном лагере в г. Ходоров Львовской области. После освобождения, Зварич поступил во Львовский университет, где в течение 1945—1950 гг. учился на историческом факультете. После окончания, ему как одному из лучших выпускников, предложили работу в Научной библиотеке Львовского университета.
С октября 1960 работал заведующим кабинетом вспомогательных исторических дисциплин университета (нумизматики и сфрагистики).
Инициатор и один из организаторов в 1967 единственного в то время на территории СССР археологического музея.
Последние годы — старший преподаватель кафедры истории СССР, а впоследствии — кафедры истории Украины. Читал лекций и специальные курсы по нумизматике, сфрагистике, исторической географии во Львовском университете.
В течение ряда лет проводил археологические раскопки на территории Западной Украины.

## Научная деятельность
Сфера приоритетных научных интересов ученого — нумизматика. Он осуществил научную систематизацию коллекции Львовского университета. Упорядочил собрание медалей (около 500 экземпляров), античных монет Древней Греции и Древнего Рима (свыше 5 тыс. экз.), монет стран Западной Европы эпохи Средневековья и Нового времени (около 2 тыс. экз.), монет Польши и Литвы (около 500 экз.).
С именем В. Зварича связана новая традиция в истории украинской нумизматической науки — традиция создания нумизматического словаря. Первое украиноязычное его издание увидело свет в 1972 г. и сразу стало очень популярным. Работу над ним исследователь продолжал всю жизнь, постоянно совершенствовал его, дополнял новыми материалами. Уже через год словарь был переиздан, а впоследствии — в 1975, 1976, 1979, 1980 гг. выходил на русском языке. Последнее издание — «Нумизматика. Справочник» (в соавторстве с Р. Шустом) вышло в 1998 г., незадолго до смерти ученого.
В Словаре и справочнике поясняются нумизматические термины, большинство которых касается названий монет и денежных единиц, освещается их история, указывается сфера распространения, объясняются также некоторые финансовые и политэкономические термины, знание которых необходимо для изучения нумизматики. Словарь иллюстрирован образцами монет разных стран.

## Избранная библиография
Издания на украинском языке
- Нумізматичний словник — 1972, 1973.

Издания на русском языке
- Нумизматический словарь. Львов, Львовский государственный университет (1975)
- Автор-составитель В. В. Зварич;. Нумизматический словарь / Отв. ред. Н. Ф. Котляр; Ред. колл.: д.и.н. Г. Ю. Гербильский, к.ф.-м.н. В. Ф. Рогаченко, к.ф.-м.н. В. Н. Вишневский; Пер. с укр. М. С. Марченко; Худож. Г. В. Кучабский; Фотограф Т. А. Никифорук. — 2-е изд., испр. и доп. — Львов: Издат. объединение «Вища школа», Изд-во при Львовском гос. ун-те, 1976. — 156, [108] с. — 60 000 экз.
- Зварич В. В. Нумизматический словарь / Отв. ред. Н. Ф. Котляр; Пер. с укр. М. С. Марченко; Худож. Г. В. Кучабский. — 4-е изд. — Львов: Вища школа. Изд-во при Львовском ун-те, 1980. — 225 с. — 50 000 экз.